# رومنیک اسید
رومنیک اسید (به انگلیسی: Rumenic acid) با فرمول شیمیایی C۱۸H۳۲O۲ یک ترکیب شیمیایی است. که جرم مولی آن ۲۸۰٫۴۴۵ g/mol می‌باشد. 